# فندق بيشوب لي

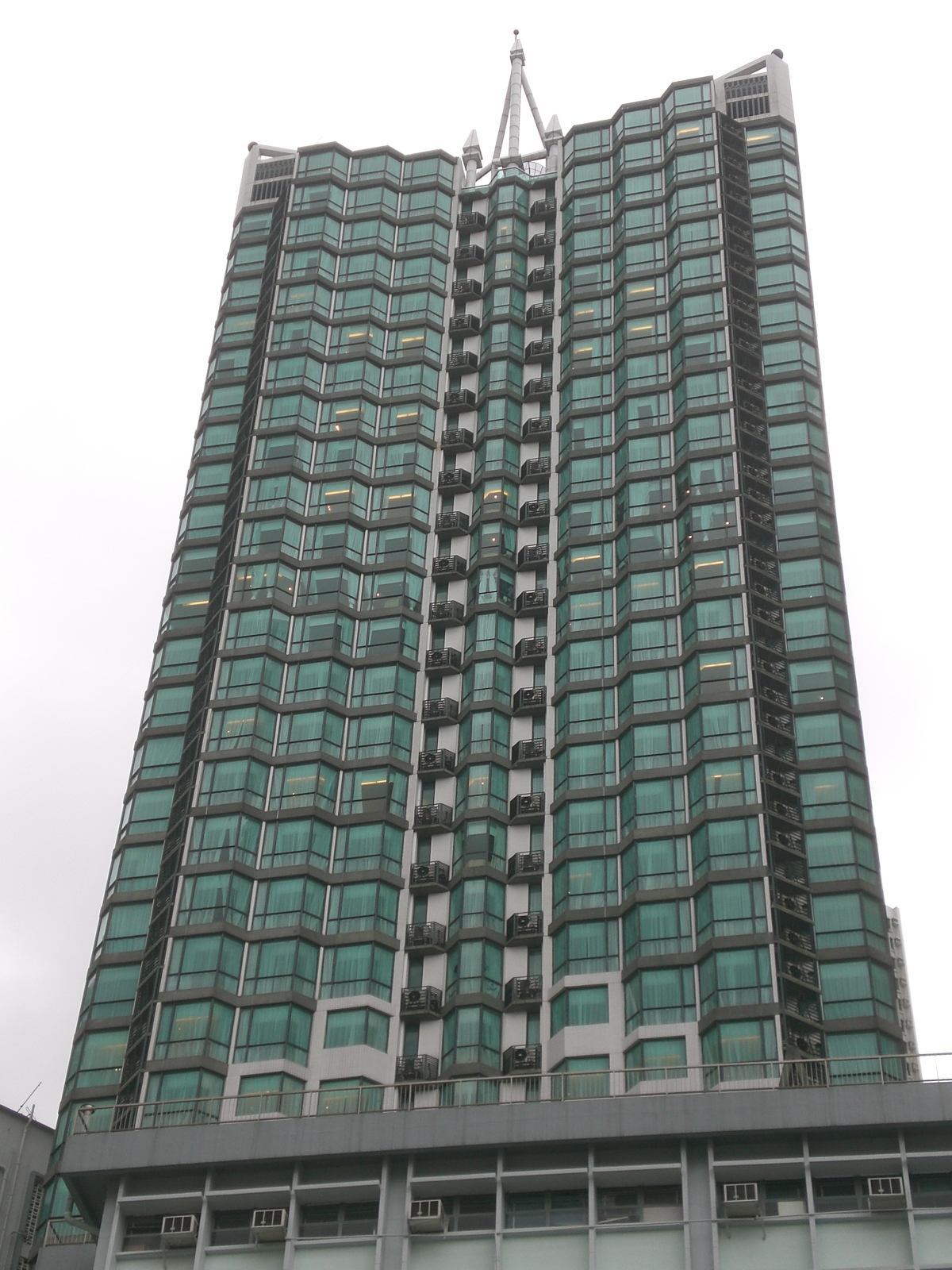
فندق بيشوب لي في هونغ كونغ.

فندق بيشوب لي (بالإنجليزيّة: Hotel Bishop Lei International؛ بالصينيّة: 宏基國際賓館) هو فندق ودار ضيافة تديرها الأسقفية الرومانية الكاثوليكية المجموعة كاريتاس في هونغ كونغ. يطل الفندق على ميناء فيكتوريا، ويملك ومسبح. افتتح الفندق في عام 1996، وهو مكون من 20 طابق، ويحوي على 219 غرفة فاخرة، بما في ذلك 128 غرفة فسيحة ومريحة، فضلاً عن 88 جناحًا فاخرًا وثلاثة غرف لذوي الاحتياجات الخاصة.
صنفت جريدة الغارديان الفندق كواحد من أبرز الفنادق في مدينة هونغ كونغ.